# تشارلز بي. فولتون
تشارلز بي. فولتون (بالإنجليزية: Charles B. Fulton)‏ هو ضابط ومحامي وقاضي أمريكي، ولد في 12 مايو 1910 في فالون في الولايات المتحدة، وتوفي في 15 مايو 1996 في ويست بالم بيتش في الولايات المتحدة.